# Z Tucanae
Z Tucanae är en misstänkt långsam irreguljär variabel av L-typ i stjärnbilden Tukanen. 
Stjärnan varierar mellan fotografisk magnitud +14,3 och 15,2 med en okänd periodicitet.